# William Snow
Pour les articles homonymes, voir Snow.
William Snow, né le 15 juin 1960, est un acteur australien connu pour avoir joué dans Le Monde perdu (la série) en interprétant le rôle de John Roxton.

## Filmographie

### Télévision
- 1999 - 2002 : Le Monde perdu (la série) : John Roxton
- 2005 : Charmed (Saison 8, épisode 7) : Vaklav
- 2005 : Hercule (télésuite) : roi Thésée
- 2005 : The Closer : L.A. enquêtes prioritaires (Série TV) : Donnie Holt (Saison 1 épisode 2)
- 1998 : Les Aventures des mers du Sud

### Cinéma
- 2007 : Brotherhood of Blood : Thomas